# Кастролиберо
Кастролиберо (на италиански: Castrolibero) е град и община в провинция Козенца, регион Калабрия, Южна Италия.
Градът има 9809 жители (31 декември 2017 г.) и се намира на 13 км западно от град Козенца.
През древността тук се намира старият град Пандозия, в областта Брутиум (дн. Калабрия).